# Marian Zidaru
Marian Zidaru (n. 22 august 1956, Balotești, Ilfov, România) este un sculptor, desenator și pictor român..

## Biografie
Sculptorul Marian Zidaru s-a născut pe 22 august 1956 în Balotești, Ilfov. Începe studiile de artă la Liceul de Arte Plastice din Craiova, pe care îl absolvă în 1977;. Își continuă studiile de artă la Universitatea Națională de Arte București, Clasa de sculptură a profesorului Vladimir Predescu. Din 1981, anul terminării studiilor universitare, participă cu lucrări de sculptură și desen la expoziții naționale și internaționale de grup. În 1985 deschide prima expoziție personală importantă de sculptură și desen intitulată „Rememorare” sau „Crăciun însângerat”, organizată la Muzeul Satului din București de criticul și istoricul de artă Anca Vasiliu. Între 1987-1990 la invitația preotului Nerva Florea, familia Zidaru se mută la Ghelari. În această perioadă, Marian Zidaru lucrează  monumentul „Poarta Împărătească” destinat intrării principale a Bisericii Ortodoxe din Ghelari, Hunedoara. Monumentul din lemn masiv, îl înfățișa pe Arhanghelul Mihail învingându-i pe balaurii demoni/. Între 1991-1995 este Asistent al catedrei de Sculptură a Universității Naționale de Arte din București.
După 1990 reprezintă România la importante manifestări artistice internaționale ca:„Bienala Internațională de Artă din Sao Paolo”, Brazilia (1991), „Bienala de la Veneția”, Italia (1995)și „Bienala de Arhitectură”,Pavilionul României, Veneția (2008).
Cea mai recentă expoziție personală a sculptorului s-a numit „Victima” și a cuprins o selecție de desene realizate în decursul  celor 30 de ani de activitate.
Din anul 2015 desfășoară o vastă activitate de ilustrator, ilustrând o serie de texte și opere din cadrul colecției „Marile Texte ale Creștinismului” editate de Editura Vremea.
Marian Zidaru este soțul sculptoriței Victoria Zidaru, împreună realizând proiecte, conferințe și expoziții de artă.

## Expoziții personale
- 2017 „ePOCALIPS@”, Muzeul de Artă din Craiova
- 2014 „Îngeri, Tronuri, Voievozi”, împreună cu Victoria Zidaru, Centrul Cultural Palatele Brâncovenești Mogoșoaia
- 2014 „Victima”- Desene 1984-2014, Galeria H'art, București, curator Dan Popescu[8]
- 2011 „Glorie”, Ateneo Veneto, Veneția, Italia curator Erwin Kessler
- 2010 „Dictatura florilor”, împreună cu Victoria Zidaru, Galeria Căminul Artei București
- 2010 „Back to Art”-Sculptură, Galeria Dancona-Budis, București, curator Erwin Kessler[9]
- 2009 „Voievozi”, Galeria Căminul Artei, București
- 2008 „Anotimpurile Îngerilor”,Galeria Dancona-Budis, București
- 2008 Infantilis, Galeria Căminul Artei, București
- 2007 „Anotimpurile Îngerilor”, Galeria Ho, Coreea
- 2004 ”ANO-Timpurile„ Galeria Anaid, București
- 2000 „Restaurarea Interiorului Românesc”, Galeria Orizont, București
- 2000 „Scara Îngerilor”, Institutul Cultural Român din New York
- 2000 „Scara Îngerilor”, Galeria 49, New York
- 1998 „Focul”, Muzeul Național de Artă, București, Sala pentru Artă contemporană
- 1998 „Semnul”, Galeria de Artă a Palatului Parlamentului, București
- 1997 „Casa”, Galeria „Simeza”, București
- 1996-1997 „Povestea Crăciunului”, Castelul Peleș, Sinaia
- 1996 „Veste și Poveste”, Muzeul Literaturii Române, București
- 1994-1995 „Curățirea României”, Galeriile J. L. Calderon, București
- 1995 „Învierea”, Galeria Simeza, București
- 1995 „Cărarea întâi”, Pucioasa; „Cărarea a doua”, Muzeul Literaturii Române, București
- 1994 „Slava Noului Ierusalim”, Muzeul de artă, Bacău; Muzeul de artă din Cluj; Galeria Arta din Timișoara
- 1994 Ludwig Forum, Aachen, Germania
- 1993-1994 „Slava Noului Ierusalim”, Galeria Teatrului Național București
- 1993 „Slava Noului Ierusalim”, Ublacker, Haus Gallery, Munchen
- 1993 „Expoziția Kulturreferat”, atelier, Feldafing, Germania
- 1992-1993 „Despecetluirea”, Galeria Institutului de Arhitectură Ion Mincu, București
- 1992 „Bunavestirea Noului Ierusalim”, Galeria Simeza, București
- 1985 „Rememorare” sau „Crăciun însângerat”, Muzeul Satului, București
- 1983 „Galeria Atelier 35”, București

## Expoziții internaționale de grup
- 2016 “The Extension.ro”, Triumph Gallery, Moscow, curatori Yana Smurova, Dan Popescu
- 2011 Marian Zidaru & Gaste:Gucken Wir Mal/ Trans Plant, Atelier am Eck Dusseldorf  curator Oliver Gather[10]
- 2011 Studioausstellung, Franz-Jurgens-Str.12, Haus 3, Dusseldorf, Germania
- 2011 „Bekannte Flugobjekte”, Meinersen, Germania[11]
- 2011 Bukarest-Dusseldorf,  Gerhart-Hauptmann-Haus,Deutsch-Osteuropaisches Forum;[12]
- 2010 L' echalier- Pârleazu’, Paris
- 2009 „Mitologii Subiective”-„Rocca Paulina”, Perugia, (cu Mircea Roman, Sorin Ilfoveanu, Victoria Zidaru, Gheorghe I. Anghel, Adrian Ilfoveanu, Ion Iacob)[13]
- 2009 2R Art Gallery, Londra, Anglia
- 2009 „Lucrătorul”, Strametz- Partener/Art, București, Viena, Frankfurt
- 2008 „Colaborează cu New River Fine Art Gallery”, Artă monumentală, Florida, U.S.A.
- 2008 „Bienala de Arhitectură”, Pavilionul României, Veneția
- 2007 „Etno Art”, I.C.R. Paris, Franța
- 2007 „Anotimpurile Îngerilor”, Galeria H O Coreea
- 2007 „Fiul Risipitor”, Universitatea Luterana din Minneapolis, Minnesota
- 2004 „Festivalul de Artă din Europa de Sud-Est”, Thessaloniki, Grecia
- 1998 „Zeitgenossiche rumanische Kunst Untergrund”, Leipzing, Germania
- 1997 „Bucharest nach '89 Ludwing Forum”, Germania
- 1995 Bienala de la Veneția, Italia
- 1994 „Europa '94”, Munchen, Germania
- 1993 „Bizant după Bizanț”, Instituto Romeno di Cultura, Veneția
- 1991 „Bienala Internațională din Sao Paolo”, Brazilia
- 1990 „Une Soirée à Paris”, Franța
- 1990 „Holzschnitt” (Sculptură în lemn), Munchen, Germania
- 1985 Bienala Internațională de desen de la Cleveland, Anglia
- 1984 Galeria Epipeda, Atena, Grecia
- 1982 Bienala de Desen de la Rijeka

## Expoziții naționale de grup-selecție
- 2018 „Cupluri. Companioni. Familii în artele plastice din București”, în cadrul celei de-a 8 a ediție „Arte în București”, curator Călin Stegerean
- 2018 „Rai din iad. Arta românească între liturghie și blasfemie”, Muzeul de Artă Recentă, București, curatori Erwin Kessler, Cristian Vechiu.
- 2016 “Artistul la 30 de ani”, Centrul Cultural al Municipiului București, curatori:Dan Popescu, Alexandru Davidian
- 2015 Into Black/Intru Negru, împreună cu Lea Rasovzky, Iulia Nistor, Roman Tolici, Tara von Neudorf, Dan Gavriș și Ptere Sbt, Galeria Tipografia, C. F. P., București, curator Alexandru Davidian
- 2013 „Sculptură/Arhitectură”, Galeria Tipografia, C.F.P. Bucuresti
- 2010 „Să aruncăm o privire” - „gucken wir mal”(Conversație textilă), împreună cu Victoria Zidaru, Senta Connert, Ulrike Kessl și Julia van Koolwijk, Muzeul Țăranului Român, București
- 2010 „Gucken wir mal”,împreună cu Senta Connert, Palatele Brâncovenești Mogoșoaia[14]
- 2010 Inducții ale sacrului în sculptura contemporană românească, Iași, curator Corneliu Antim[15]
- 2010 Sculptură din lemn (colecția M.N.A.C.): Apostu, Bitzan, Calinescu – Arghira, Ceara, Ciobanu, Covrig, Crisan, Dup, Gorduz, Iliescu Calinesti, Maitec, Pasat, Parvu, Roman, Rusu, Saptefrati, Tiron, Vlad, Zidaru[16]
- 2009-2010 Expoziție itinerantă „...de porc”, Centrul Național al Dansului București, Muzeul de Artă, Cluj-Napoca, curator Erwin Kessler[17];
- 2009 Artă și Sacralitate, Galeriile de Artă Focșani, curator Alexandra Titu[18];
- 2007 „Sculptură-Arhitectură”, Marian și Victoria Zidaru, Ovidiu Maitec, Liviu Russu, Ovidiu Apetrei, Galeria Simeza, București[19]
- 1998 „Obiect-Subiect”, împreună cu Ion Bițan, Ion Nicodim, Doru Covrig și Victoria Zidaru, Muzeul Literaturii Române, București;[20]
- 1987 „Cavalerii melancoliei”, împreună cu Sorin Ilfoveanu, Ștefan Câlția și Vladimir Zamfirescu, Galeria Orizont, București;[21]

## Texte ilustrate
- „Două Apocalipse ale lui Ioan”, traducere și prezentare de Cristian Bădiliță, Editura Vremea, București, 2015
- „Cele mai vechi texte despre Apostolul Andrei”, traducere de Cristian Bădiliță, Editura Vremea, București, 2015
- „Apocalipsa lui Pavel”, traducere de Smaranda Mărculescu Bădiliță și Cristian Bădiliță, Editura Vremea, București, 2016
- Vintilă Horia „Crucea”, traducere de Ileana Cantuniari, Editura Vremea, București, 2017
- „Florile Sfântului Francisc”, traducere de Florina Nicolae, Editura Vremea, București, 2018
- Ioan Budai Deleanu „Viziunile lui Parpangel sau Țiganiada”, în versiunea modernizată a lui Cristian Bădiliță, Editura Vremea, București, 2018

## Premii și Burse
Încă din studenție, sculptorul Marian Zidaru atrage atenția, atât a profesorilor cât și a criticilor și istoricilor de artă ai vremii în ce privește arta sa. Primește Premiul Revistei de literatură și artă „Amfiteatru” în 1979 pe când era încă student. Ca urmare a aprecierii de care se bucură, primește o serie de premii și burse din partea Uniunii Artiștilor din România ca: Bursa pentru creație a Uniunii Artiștilor Plastici din România acordată în 1982, Premiul Atelier 35 acordat în 1984 și Premiul pentru tineret al Uniunii Artiștilor Plastici din România acordat în 1987. Dintre premiile și bursele internaționale primite amintim: Bursa Institutului Cultural Italian, Italia în 1984, Premiul al 2 lea al Bienalei Internaționale de desen de la Cleveland, Anglia în 1985, Bursa de Studii Kulturreferat, Munchen, Germania în 1993, Bursa de Studii Ludwig Forum din Aachen, Germania în 1994 și Premiul Ionel Jianu, Distincție A.R.A. acordat în 1995. În anul 2011 a obținut împreună cu Victoria Zidaru, o Rezidentă de Studii de 2 luni (ianuarie-martie) în orașul german Dusseldorf. În 2017 primește Premiul Uniunii Artiștilor Plastici din România pentru Sculptură..În 2018 câștigă concursul pentru realizearea Trofeului Constantin Brâncoveanu al Fundației Alexandrion, lucrarea în bronz Cruce-Trup devenind simbolul excelenței în domeniul culturii..În anul centenar câștigă concursul pentru monumentul Unirii, Bistrița Năsăud. În data de 15 ianuarie 2020 sculptorul a fost distins cu Ordinul „Meritul Cultural” în grad de Cavaler,de către Președintele României

## Filme
- „Marian and Victoria Zidaru Artists in Light”, 2016 - https://www.youtube.com/watch?v=P_0zkDmx6Gg
- „Rendezvous with Marian and Victoria Zidaru”, 2018 - https://www.youtube.com/watch?v=eLtLRrDUrlI

## Aprecieri
- (...) Marian Zidaru și-a asumat în cultura română, rolul dificil și singular de artist misionar investit cu o dimensiune profetică și artistică de tentă spirituală, dacă nu soteriologică. Pe lângă o creație dintre cele mai impunătoare în mediul artistic local, de netăgăduit de orice exeget serios al sculpturii românești contemporane, Zidaru reprezintă și un fenomen sociologic și antropologic de amploare, deja comentat în studii și cărți, ceea ce atinge mize extraestetice destul de sensibile, care pot pune în discuție însuși statutul artei la începutul acestui nou mileniu.
- Marin Zidaru s-a îndreptat direct și simultan către două extreme: mesianismul protocreștin și sensibilitatea sincretică postmodernă. A conceput și pus în acțiune progamul-enorm -al unei noi iconografii ortodoxe, ce pune în scenă o întreagă imagerie și parabole, mai ales veterotestamentare,într-o formulare plastică extrem de sesizantă, îmbinând în chip surprinzător și creativ abstracția modernistă cu neoexpresionismul postmodern, conceptualizmul cu arta populară, arta video cu tehnologia rurală, hieratismul bizantin cu kitsch-ul vernacular contemporan. Iar acest progam iconografic ambițios e subântins, la rândul lui, de un progam cultural și mai ambițios, ce vizează pur și simplu o nouă paradigmă artistică, în care devine de-acum imposibil să desparți practica esteticului de prestația existențială, de angajarea morală și de dedicare spirituală.

...După cum au observat exegeții, repertoriul său se constituie la interferența influențelor venite din orientul pre-creștin, sincretismul alexandrin al primelor secole creștine, dar și ale unui Creștinism rural și cosmic, specific, după, Mircea Eliade, pentru Europa de Sud-Est. Toate acestea sunt străbătute de o forță animistă halucinantă- pe măsura unei misiuni profetice radicale și intransigente, care urmărește, pe de-o parte, transmiterea unui mesaj escatologic puternic și urgent și pe de altă parte, constituirea unei noi iconografii religioase și a unui topos al salvării.Magda Cârneci
- De câțiva ani, Marian și Victoria Zidaru sunt, de departe, cei mai prezenți artiști pe scena artei contemporane românești; în afara celor două trei expoziții personale anuale, ei participă la alte câteva expoziții de grup pe care, adesea, le și organizează. Ritmul rapid în care se succed aceste manifestări, cantitatea de lucrări produse de atelierul Zidaru, cât și diversitatea tehnicilor uzitate (de la sculptură tradițională la acțiuni, instalații și artă video), creează - la prima vedere - impresia unui efort interminabil și concertat de auto-promovare, parvenire, complet inexplicabil în condițiile în care poziția artiștilor Zidaru în lumea culturală locală este demult și bine stabilită.(...)

(...)Proiecția mesianică a lucrărilor lui Marian și Victoria Zidaru tinde, în fond, către un proiect de inginerie socială, o „plastică socială” tipică pentru arta timpului nostru, cel puțin de la Joseph Beuys încoace. Faptul că pentru a face priza la public, adezivul extra-estetic folosit de către cei doi Zidaru în lucrarea lor socială este mistica, profeția și transcendența, și nu egologia, drepturile omului sau feminismul(adezive „acreditate”), a făcut ca, adesea, opera lor să fie închisă în limitele tradiționalismului ortodoxist, pe când ea reclamă mai degrabă o lectură sociologică și antropologică decât una simbolist- iconografică. Aceasta pentru că e mai puțin important felul în care arată cutare sau cutare simbol creștin (crucea, îngerul etc.) într-o sculptură de Zidaru, și este mult mai important, esențial chiar pentru înțelegerea demersului său, felul în care sculpturile și instalațiile sale construiesc lumea vizuală și chiar identitatea unei grupări de oameni, a unei comunități, dispărând, dizolvându-se ca sculpturi (ca artă) și devenind instrumente și elemente ale vieții lor cotidiene sau spirituale. Erwin Kessler
- Marian Zidaru și-a asumat pe scena artistică românească un rol singular și destul de ingrat. Într-o epocă a minimalismelor materialiste, Zidaru propune un altfel de minimalism – cel al dimensiunii profetice a unei arte de natură simbolic - creștină. Opera lui Zidaru încearcă să vindece fractura dureroasă dintre pictura religioasă și ceea ce este în mod curent promovat ca artă.[28] Ioana Vlasiu
- Marian Zidaru nu se dezminte! Fiecare apariție publică a sculptorului promovează un alt chip al personalității sale artistice. O neliniște creativă mereu surprinzătoare chiar și pentru cei ce îl cunosc mai îndeaproape. Este notorie vocația lui de desenator. Ca și forța lui imaginativă în plămădirea și arhitecturarea spațială a unei forme. De data aceasta, la parterul "Căminului Artei", Marian Zidaru își etalează, fără nici un complex, virtuțile de pictor, într-un concentrat concept expozițional din care, desigur, nu puteau lipsi și câteva dintre recentele sale eseuri sculpturale.

Dacă în ceea ce privesc compozițiile sale tridimensionale și ambientele spațiale bazate pe fractariul sculptural, impresia deja-văzutului nu poate fi omisă, acestea făcând parte din ansamblul vizionar cu funcție ritualistă al artistului, ce jalonează obstinat și adesea ingenios o anumită particulară filosofie a destinului artei în viața spirituală a unei comunități, așa cum a configurat-o în ani de strădanii mai mult sau mai puțin solitare artistul și prozeliții săi, pictura lui Marian Zidaru ne dezvăluie o altă latură a virtuozității sale plastice. Un univers al reprezentărilor simbolice, extrase din mediul domestic proxim, dar aureolate de o prețioasă încărcătură simbolică, pe care doar singularitatea și perfecțiunea formei cuprinsă în suprafața austeră a fiecărui tablou o consacră în ordinea, nu neapărat voită de artist, a unei potențări mistice. Sigur, nu întâmplător, printre subiectele abordate de Zidaru în uleiurile sale este "Oul"-formă paradigmatică ce traversează aproape întreaga civilizație vizuală a umanității. |n "instalația" sculpturală care determină, în fond, prin ocuparea întregului centru al spațiului de expunere, circuitul obligat al parcursului interior prin fața simezelor, puzderia de "ochi", imaginată de artist aidoma unei constelații a veghei divine, transpune în bronz aceleași forme ovoidale! Inteligența plastică a artistului, bazată pe exersarea îndelungată a rigorismului elementelor primare, se manifestă într-o construcție ce se dorește a fi proiecția monumentală a austerității primordiale, cea de dinaintea epocii adamice! Dintr-un astfel de imbold revelat își extrage substanța vizuală tensiunea imaginativă a artistului. Pictura lui Zidaru ne propune, cu umilință aproape, această încremenire a unor vârste și realități imemoriale în fulgurante imagini simbolice. Vizualizarea unor asemenea "năzăriri", ce-și au obârșia în profunditatea ontogenezei lui culturale și, deopotrivă, în proteica viziune asociativă a poeticii lui plastice, îl constrânge pe artist la rezoluții extreme de lapidare. Instinctul său sculptural îl obligă la acest exercițiu de concizie imagistică, pe care îl practică în mod natural. Corneliu Antim

## Lucrări de Marian Zidaru - Selecție
- Voievozi  - http://www.onlinegallery.ro/expozitie-autor/voievozi/caminul-artei

## Lucrări în muzee și colecții - selecție
Lucrări ale sculptorului realizate în diferite tehnici (sculptură, desen, instalație, pictură) se află în colecții publice și private importante din România și Germania precum: Muzeul Național de Artă din București, Muzeul Național de Artă Contemporană din București, Muzeul de Artă din Bacău, Colecția de Artă a Uniunii Artiștilor Plastici din România, Colecția de Artă a Casei Regale a României, Colecția de Artă a Camerei Deputaților- România, State Picture Gallery - Munich din Germania, Ludwig Forum Museum din Aachen, Germania, Muzeul de Artă Recentă, București. De asemenea artistul are lucrări în colecții particulare din România, Germania, Franța, S.U.A., Elveția și Italia.